# Tân Tứ quân
Tân Tứ quân (chữ Hán: 新四军), tên đầy đủ là Quốc dân Cách mạng Quân Lục quân Tân biên Đệ tứ quân (国民革命军陆军新编第四军), là một đội quân về danh nghĩa thuộc chính phủ Trung Hoa Dân quốc cùng với Tân Nhất quân, Tân Nhị quân, Tân Tam quân, nhưng trên thực tế do Đảng Cộng sản Trung Quốc nắm quyền lãnh đạo và các đảng viên cộng sản trong Quốc Dân Cách Mạng quân chỉ huy, hoạt động từ năm 1936 đến 1947. Cùng với Bát lộ quân, Tân Tứ quân được xem là thành phần nòng cốt, tiền thân hình thành nên Hồng quân Công Nông và Quân Giải phóng Nhân dân Trung Quốc.